# Il mercato delle schiave
Il mercato delle schiave o Vendita di schiavi al Cairo (Vente d'esclaves au Caire) è un dipinto a olio su tela del 1871 dell’artista francese Jean-Léon Gérôme, attualmente conservato nel Cincinnati Art Museum.

## Storia
Jean-Léon Gérôme fu il pittore orientalista più affermato e influente della Francia nella seconda metà del XIX secolo. Egli era molto realista: i volti, i corpi, gli edifici e i paesaggi venivano resi con precisione. Tra i suoi soggetti figuravano anche delle scene - esotiche ed erotizzate - di schiave e di harem di un "Oriente" visto, pertanto, come un luogo di mistero, di sensualità e anche di decadenza.
La schiavitù e i mercati di schiavi erano ancora presenti in Egitto nel 1870, quando Gérôme viaggiò in Oriente. Egli vide dal vivo uno di questi mercati e decise di raffigurare in un dipinto questo commercio crudele di esseri umani, in un misto di pietà e lussuria. Una versione ridotta del dipinto è stata esposta alla mostra Le Modèle noir, de Géricault à Matisse, svoltasi al Museo d'Orsay di Parigi dal 26 marzo al 21 luglio 2019.

## Descrizione
Il dipinto raffigura un mercato di schiave situato in una strada del Cairo. Un gruppo di donne, pronte ad essere vendute, si trova davanti a un muro, mentre dalla finestra si affaccia una guardia che le osserva da vicino. Le schiave sono sporche di polvere e i loro corpi sono ricoperti di stracci. Quasi tutte le donne sono sdraiate sopra un tappeto lungo il marciapiede della strada, tranne due: una donna che regge tra le braccia il proprio bambino e una donna nuda, coperta solo dai lunghi capelli neri. Gérôme, essendo un pittore orientalista, intendeva raffigurare sia la disperazione delle schiave, nell'attesa di essere vendute, sia le pose sensuali dei personaggi e il nudo estetico. Il tema della schiavitù verrà ripreso in altri dipinti dello stesso artista, inclusi due ambientati nell'antica Roma (Vendita di una schiava romana e Il mercato romano degli schiavi, entrambi del 1884).

## Versione ridotta

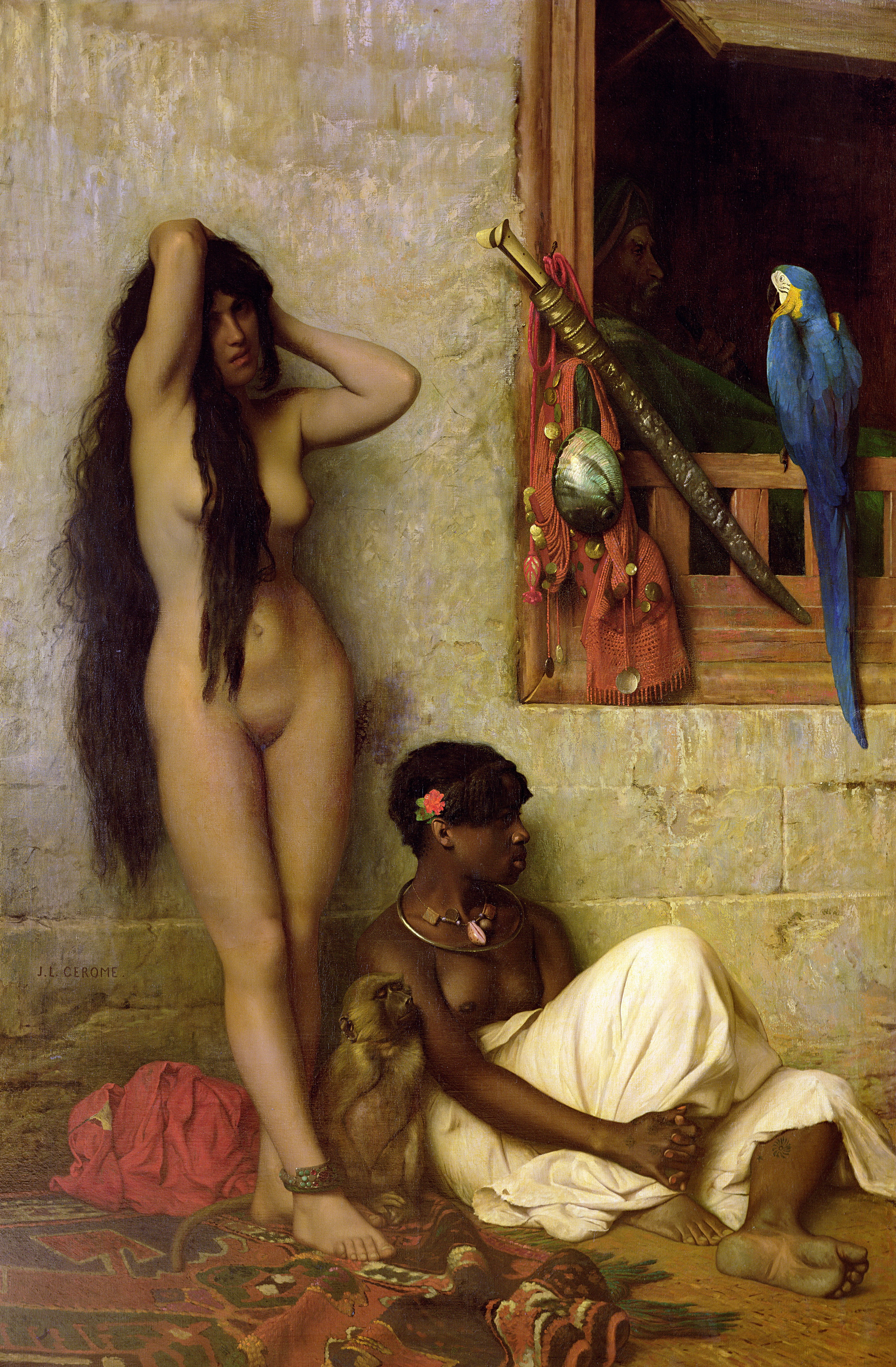
La versione ridotta del quadro.

Del dipinto esiste una seconda versione, più piccola, risalente al 1873. In questa versione ai piedi della donna nuda a sinistra sono presenti una donna mora e una bertuccia, mentre sulla finestra si trova un pappagallo. Questa versione ridotta del dipinto viene descritta dallo scrittore Giovanni Faldella nel suo libro A Vienna. Gita con il lapis:
(Giovanni Faldella, A Vienna. Gita con il lapis, pp. 200-201)